# Robert Gardiner
 (février 2018).
Si vous disposez d'ouvrages ou d'articles de référence ou si vous connaissez des sites web de qualité traitant du thème abordé ici, merci de compléter l'article en donnant les références utiles à sa vérifiabilité et en les liant à la section « Notes et références ».
Pour les articles homonymes, voir Gardiner.
Robert Gardiner, né le 2 mai 1781 et mort le 26 juin 1864 à Esher, est un homme politique et militaire britannique qui fut gouverneur de Gibraltar de décembre 1848 à juillet 1855.

## Distinctions
- Ordre du Bain